# مصفاة نغي سون
مصفاة نغي سون هي مصفاة نفطية تقع في فيتنام افتتحت في نوفمبر 2018 ٬ تبلغ طاقة المصفاة 200 ألف برميل يوميا، وبلغت التكلفة الإجمالية لمشروع المصفاة تسعة مليارات دولار، وتملك فيه إديمتسو كوزان اليابانية وشركة البترول الكويتية العالمية حصة نسبتها 35.1 في المئة لكل منهما، بينما تملك مجموعة فيتنام للنفط والغاز 25.1 في المئة، وميتسوي للكيماويات اليابانية 4.7 في المئة.